# Phyllocnistis habrochroa
Phyllocnistis habrochroa är en fjärilsart som beskrevs av Edward Meyrick 1915. Phyllocnistis habrochroa ingår i släktet Phyllocnistis och familjen styltmalar. Inga underarter finns listade i Catalogue of Life.